# Ланкавири
Ланкавири (также ланковири; англ. lankaviri, lankoviri) — один из диалектов адамава-убангийского языка мумуйе, входящего в состав ветви леко-нимбари подсемьи адамава. Распространён в восточной части территории Нигерии — в районе Джалинго на северо-востоке штата Тараба. На диалекте говорят представители этнической группы ланкавири, входящей у группу народов мумуйе.

## Классификация
Диалект ланкавири относится к подгруппе кпугбонг юго-западной диалектной группы языка мумуйе вместе с наиболее близкими ему диалектами касаа, йоро, саава, ньяаджа и джаалинго. Диалектам кпугбонг в пределах юго-западной группы противопоставлена подгруппа монкин с диалектами кугонг, шаари и сагбее. Более отдалены от ланкавири диалекты северо-восточной группы, или группы зинг: зинна (зинг, зенг), баджама (гнооре), дженг, манг, кваджи, меека, яа и якоко.

## Область распространения
Диалект ланкавири распространён среди жителей холмистых окрестностей небольшого городка Ланкавири, расположенного в 20 милях от Джалинго, центра штата Тараба. В основном носители диалекта живут в небольших селениях, расположенных вокруг этого городка, в самом Ланкавири говорящие на диалектах языка мумуйе составляют меньшинство. Ещё в 1970-х годах этническая общность ланкавири была полностью одноязычной, распространение хауса и английского языка среди ланкавири началось сравнительно недавно.

## Письменность
Письменность на диалекте ланкавири появилась в 1970-х годах. В 1974 году был издан букварь в двух частях и начата работа по переводу на ланкавири «Нового Завета». После долгого перерыва в 1994 году перевод «Нового Завета» был завершён и издан переводчиком Д. Гамбо. Для записи текстов на ланкавири используется латинский алфавит.

## История изучения
Изучением диалекта ланкавири на рубеже 1960-х — 1970-х годов занимались швейцарские исследователи, супруги П. Круси и Р. Круси. Исследования были начаты в 1967 году. Был собран обширный лексический материал, проведены исследования фонологии и грамматики диалекта. В частности, выявлено наличие носовых гласных и имплозивного согласного ɓ, различие лабиальных согласных p, b и лабиовелярных k͡p, ɡ͡b, уточнено количество ровных и контурных тонов, используемых в ланкавири для различения лексических и грамматических значений. Основываясь на проведённых исследованиях, Р. Круси создала букварь для ланкавири, а П. Круси начал работу по переводу на этот диалект «Нового Завета».